# Emblema della Repubblica Democratica Tedesca
L'emblema della Repubblica Democratica Tedesca rappresentava un martello ed un compasso, racchiusi da due gambi di segale, intrecciati da un nastro con il tricolore tedesco nero-rosso-oro. L'area racchiusa dai due gambi di segale era di colore rosso.
L'emblema voleva raffigurare l'unità dei contadini (rappresentati dalla segale) con gli operai (il martello) e con gli intellettuali (intesi come tecnici e uomini di cultura, nel complesso raffigurati dal compasso).
Lo stemma iniziale, molto semplificato, prevedeva solo il martello e la segale (non diversamente dallo stemma dell'URSS che raffigurava una falce ed un martello, simboli dei contadini e degli operai), ma venne modificato nel 1953 aggiungendo il compasso e il nastro tricolore e modificando il disegno degli altri oggetti. Nel 1955 venne aggiunto lo sfondo rosso fra le gambe di segale.
Adottato nel gennaio del 1950, l'emblema venne sovrapposto sulla bandiera a partire dal 1º ottobre 1959. Il 31 maggio 1990 venne abolito anche se la Germania Est esisteva ancora: si prevedeva che la sua fine sarebbe stata molto vicina, infatti dopo quattro mesi il paese cessò di esistere perché si riunificò con la Germania Ovest. Durante questo periodo di tempo, la bandiera della morente Germania Est era il tricolore tedesco privo della stemma nazionale, lasciando uno spazio bianco al centro.

## Stemmi

Emblema della RDT (12 gennaio 1950– 28 maggio 1953)
Emblema della RDT (28 maggio 1953– 26 settembre 1955)
Emblema della RDT (26 settembre 1955–3 ottobre 1990)

## Bandiere

Bandiera della RDT (1959-1990)
Bandiera della RDT con lo stemma nazionale tagliato, utilizzato dai pro alla riunificazione con la Germania Ovest durante il periodo della riunificazione tedesca.